# Schizaspidia travancorensis
Schizaspidia travancorensis (лат.) — вид паразитических наездников рода Schizaspidia из семейства Eucharitidae.

## Распространение
Встречаются Индии (Керала).

## Описание
Мелкие хальцидоидные наездники. Длина тела 4 мм. Основная окраска тела с зелёноватым с отблеском и коричневыми отметинами. Отличается от всех других видов Schizaspidia следующими признаками: скутеллярные отростки развиты, длинные в виде вилки; членики жгутика усика с цилиндрическими отростками. Предположительно как и другие близкие виды паразитоиды личинок и куколок муравьев (Formicidae).
Вид был впервые описан в 1942 году вместе с Schizaspidia andamanensis, а его валидный статус подтверждён в ходе ревизии, проведённой в 1985 году индийским гименоптерологом Текке Куруппате Нарендраном (1944—2013; Калькуттский университет, Индия). Сходен с Schizaspidia sitarami, но у последнего более крупная скутеллярная вилка.